# Daniel Skibiński
Daniel Skibiński (ur. 28 sierpnia 1990 w Ostrowie Wielkopolskim) – polski zawodnik mieszanych sztuk walki (MMA), grappler, zapaśnik oraz dietetyk sportowy. W latach 2018–2021 mistrz federacji Babilon MMA w wadze półśredniej. Walczył także dla takich organizacji jak m.in. PLMMA, EFM Show, UAE Warriors czy Cage Warriors. Aktualnie związany z federacją KSW, w której zajmuje 9 miejsce w oficjalnym rankingu wagi średniej.

## Życiorys
Skibiński posiada swój gabinet dietetyczny "Diet & Sport Daniel Skibiński" z siedzibą w Suliradzicach.

## Kariera MMA

### Wczesna kariera
Zawodowo zadebiutował 23 marca 2013 roku, przegrywając w pierwszej rundzie poprzez poddanie (duszenie zza pleców) z Kamilem Szymańskim. Następne dwa pojedynki zwyciężył decyzjami, pokonując m.in. Michała Michalskiego oraz Mariusza Radziszewskiego.
Czwarty swój pojedynek stoczył na gali PLMMA 28 w Bieżuniu, ulegając Kamilowi Szymuszowskiemu przez jednogłośną decyzję.
19 kwietnia 2014 w Poznaniu, znokautował jednym ciosem Kamila Krzemińskiego. 5 września w Toruniu po bliskiej walce przegrał z Tomaszem Romanowskim. Kolejne 3 pojedynki zwyciężył decyzjami jednogłośnymi, dwa razy w Szczecinie, a raz w Białogardzie.
27 sierpnia 2016 na gali w Austrii, przegrał w 40 sekundzie walki z Ismaiłem Naurdijewem poprzez nokaut kolanem. 24 września przegrał z Serbem Nenadem Avramoviciem. 17 grudnia podczas gali Spartan Fight 6 – Piechota vs. Sokolis pokonał Ukraińca Witalijego Slipenko.

### Babilon MMA i jednorazowa walka w Dubaju
18 sierpnia 2017 w Międzyzdrojach, zadebiutował na pierwszej gali Babilon MMA, zwyciężając w drugiej rundzie poprzez poddanie rywala (duszeniem barkiem z pozycji bocznej). Na listopadowej gali VIP Fight Night 1 w Dubaju pokonał Egipcjanina Islama Sayeda w pierwszej rundzie. W tamtym okresie dla Skibińskiego była to jednorazowa walka poza federacją Babilon MMA.
16 marca 2018 podczas gali Babilon MMA 3 w Radomiu, po trzech rundach zwyciężył z byłym mistrzem federacji FEN, Davy Gallonem. Po gali organizator postanowił nagrodzić obu zawodników bonusem w kategorii „walka wieczoru”.
Pięć miesięcy później na gali Babilon MMA 5, zwyciężył w 20 sekundzie walki z Włochem Giannim Melillo. Skibiński został po raz drugi nagrodzony bonusem finansowym, tym razem w kategorii „nokaut wieczoru”.
Na gali Babilon MMA 6, zawalczył o mistrzowski pas federacji Babilon MMA w wadze półśredniej. Rywalem „Skiby” został były zawodnik najlepszej federacji MMA na świecie (UFC), Paweł Pawlak. Pojedynek doczekał się werdyktu sędziowskiego, po którym mistrzem został Daniel Skibiński.
Podczas gali Babilon MMA 8, miał przystąpić do pierwszej obrony pasa mistrzowskiego, jednak ze względu na zmianę rywala pojedynek nie toczył się o trofeum w wadze półśredniej. Nowym rywalem Skibińskiego został Brazylijczyk Adriano Rodrigues. Skibiński pokonał rywala przez techniczny nokaut w drugiej rundzie.
13 grudnia 2019 na gali Babilon MMA 11 w Radomiu, obronił mistrzowski pas, pokonując Rosjanina Loma-Alego Nalgiewa.
28 sierpnia 2020 w walce wieczoru gali Babilon MMA 15, znokautował kopnięciem oraz ciosami w parterze Izraelczyka Kirilla Medvedovskiego, broniąc po raz drugi swój mistrzowski pas.
14 stycznia 2021 poinformował w mediach społecznościowych, że został wolnym zawodnikiem, co sugerowało koniec współpracy z organizacją Babilon MMA.

### EFM Show i UAE Warriors
17 marca 2021 organizacja EFM Show ogłosiła, że Skibiński podpisał z nimi kontrakt. Pojedynek dla nowego pracodawcy stoczył 14 kwietnia na wydarzeniu EFM Show 1: Różański vs. Pasternak pokonując Irlandczyka, Johna Michaela Sheila przez techniczny nokaut w pierwszej rundzie.
W tym samym roku podpisał następny kontrakt z federacją UAE Warriors. 19 czerwca 2021 na UAE Warriors 20 w Abu Zabi, znokautował  latającym kolanem Hiszpana, Acoidana Duque .
29 października 2021 podczas gali UAE Warriors 24 skrzyżował rękawice z Azerem, Tahirem Abdullaevem. Przegrał walkę przez techniczny nokaut w pierwszej rundzie. Była to pierwsza porażka Skinińskiego od 5 lat.

### Cage Warriors
3 marca 2022 zdradził w programie Oktagon Live na Kanale Sportowym, że podpisał kontrakt z brytyjską organizacją – Cage Warriors oraz podał termin debiutu. Jakiś czas później, federacja ogłosiła, że podczas gali Cage Warriors 135 zawalczy z Anglikiem, Justinem Burlinsonem. Przegrał przez poddanie gilotyną w drugiej rundzie.
22 lipca 2022 w Londynie na gali Cage Warriors 141 zmierzył się z byłym zawodnikiem KSW oraz UFC – Anglikiem, Jimem Wallheadem, wracającym do startów po 3 letniej przerwie. Walhead zakończył pojedynek zwycięstwem przez techniczny nokaut po ponad minucie walki.
Następny pojedynek miał stoczyć z Walijczykiem, Obanem Elliottem 4 listopada 2022 podczas gali Cage Warriors 145 w Londynie. Ostatecznie Skibiński wypadł z tego starcia z powodu kontuzji, a nowym rywalem Elliotta został Irlandczyk, Sean McCormac.
Na gali Cage Warriors 150, która odbyła się 17 marca 2023 w Londynie podjął reprezentanta Anglii, Omiela Browna. Skibiński powrócił na zwycięskie tory wygrywając jednogłośną decyzją sędziów.
21 lipca 2023 podczas gali Cage Warriors 157 zawalczył z Łotyszem, Madarsem Fleminasem. Przegrał przez nokaut w drugiej rundzie, po otrzymaniu od rywala mocnych ciosów.

### Hybrid MMA
15 grudnia 2023 w Lesznie zawalczył w głównej walce wieczoru gali Hybrid MMA 2, gdzie podjął Brazylijczyka, Alissona Marreirę. Zwyciężył w pierwszej rundzie przez kontuzję nogi rywala, której doznał w wyniku wyprowadzonego kopnięcia. Pierwotnie przeciwnikiem „Skiby” miał być inny zawodnik tego kraju, Leandro Rodrigues, który wypadł z walki w ostatniej chwili.
W drugiej walce dla Hybrid MMA zawalczył z Włochem, Leonardo Damianim. Do polsko-włoskiego starcia doszło w terminie 1 marca 2024 na gali Hybrid MMA 3, która miała miejsce w Pile. W pojedynku wieńczącym to wydarzenie sędziowie niejednogłośnie wskazali zwycięstwo Skibińskiego. Dwóch sędziów wypunktowało dwie runde rundy dla Skibińskiego, zaś jeden wszystkie trzy dla Damianiego. Werdykt sędziów wywołał spore kontowersje, z czym nie zgodził się reprezentant Włoch, a „Skiba” po pojedynku nie czuł się jego zwycięzcą. W następnym dniu federacja Hybird MMA wydała oświadczenie w sprawie protestu, odwołującego się do werdyktu, który rzekomo został złożony przez drużynę Włocha. Chwilę później w odpowiedzi trener Damianiego to zdementował.

### Niedoszły debiut w Khan Fight i KSW
W marcu 2024 roku podpisał kontrakt z turecką federacją Khan Fight. W debiucie dla tureckiego pracodawcy planowano by podczas gali Khan Fight 4: The War Code w Bursie miał stoczyć rewanżowy pojedynek z Azerem, Tahirem Abdullaevem. Ostatecznie do starcia nie doszło na tym wydarzeniu z niewiadomych przyczyn.
Pod koniec sierpnia 2024 roku organizacja Konfrontacja Sztuk Walki ogłosiła za pomocą mediów społecznościowcych zakontraktowanie Daniela Skibińskiego oraz podała szczegóły jego debiutu w klatce. 14 września na gali XTB KSW 98 w Lubinie, stoczył rewanżową walkę z reprezentantem Włoch, Leonardo Damianim. Pierwotnie rywalem „Skiby” miał być niepokonany Wiktor Zalewski, jednak ten wypadł z powodu kontuzji. Skibiński ponownie zwyciężył z Damianim niejednogłośnie na kartach punktowych (2 x 29-28, 28-29).
W pierwszej walce w 2025 roku, 25 stycznia, zawalczył w Radomiu z Muslimem Tulszajewem w ramach gali XTB KSW 102. W drugiej rundzie został znokautowany przez reprezentanta Niemiec.
Podczas gali XTB KSW 109, która odbyła się 9 sierpnia 2025 w Warszawie, poddał duszeniem zza pleców w drugiej rundzie Oskara Szczepaniaka. Po tej wygranej został nagrodzony pierwszym bonusem za poddanie wieczoru oraz zadebiutował w rankingu KSW wagi półśredniej na pozycji dziewiątej.

## Boks
15 października 2022 stoczył debiutancką walkę w formule bokserskiej podczas Extra Gala: Mosina Fight Night, która odbyła się z okazji 10-lecia tamtejszego klubu Shootboxer Mosina. Rękawice skrzyżował z Łukaszem Szulcem, wywodzącym się z kick-boxingu. Po trzech rundach trwających dwie minuty sędziowie ogłosili jednogłośny remis.

## Osiągnięcia i nagrody

### Grappling
- 2016: Purpurowy pas w BJJ[70].
- 2016: Mistrzostwa Polski ADCC – II miejsce, kat. PRO 87,9 kg, + III miejsce w rywalizacji kat. OPEN +80 kg (Warszawa)[71].
- 2018: Mistrzostwa Świata w Grapplingu z Astany – III miejsce (Astana)[72].
- 2018: Mistrzostwa Europy w Grapplingu No-Gi  – II miejsce, kat. 92 kg (Kaspijsk)[73].
- 2018: Mistrzostwa Wielkiej Brytanii w Grapplingu – I miejsce oraz mistrzowski pas NAGA[73][74].
- 2019: Mistrzostwa Świata w Grapplingu w Kazachstanie No-Gi – II miejsce, kat. 84 kg, (Astana)[75]
- 2020: Mistrzostwa Europy w Grapplingu No-Gi – I miejsce, kat. 84 kg[76]
- 2021: Mistrzostwa Europy w Grapplingu No-Gi – III miejsce (Warszawa)[77]
- 2021: TAGA Copa Poland International Tournament BJJ GI & NO GI – I miejsce (Tarnowo Podgórne)

### Mieszane sztuki walki
- German MMA Championship
  - 2013: Zwycięzca programu typu reality show „MMaster” podczas gali GMC 4 – kat. 77 kg, (Herne)[78].
- Babilon MMA
  - 2018-2021: Mistrz Babilon MMA w wadze półśredniej – kat. 77 kg, (Raszyn)[79].
  - Bonus za walkę wieczoru (raz) vs. Davy Gallon (2018)[21]
  - Bonus za nokaut wieczoru (raz) vs. Gianni Melillo (2018)[23]
- Konfrontacja Sztuk Walki
  - Bonus za poddanie wieczoru (raz) vs. Oskar Szczepaniak (2025)[66]

## Lista zawodowych walk w MMA
| Wynik     | Bilans | Przeciwnik (bilans przed walką) | Rozstrzygnięcie                                               | Runda | Czas | Rozgrywki                                 | Data       | Miejsce         | Uwagi |
| --------- | ------ | ------------------------------- | ------------------------------------------------------------- | ----- | ---- | ----------------------------------------- | ---------- | --------------- | --- |
| Wygrana   | 23-10  | Oskar Szczepaniak (7-2)         | Poddanie (duszenie zza pleców)                                | 2     | 2:30 | XTB KSW 109: Kuberski vs. Paczuski        | 09.08.2025 | Warszawa        | Bonus za poddanie wieczoru                                                                               |
| Przegrana | 22-10  | Muslim Tulszajew (12-3)         | KO (lewy cios młotkowy)                                       | 2     | 1:41 | XTB KSW 102: Przybysz vs. Azevedo         | 25.01.2025 | Radom           | |
| Wygrana   | 22-9   | Leonardo Damiani (12-7-1)       | Decyzja (niejednogłośna)                                      | 3     | 5:00 | XTB KSW 98: Paczuski vs. Zerhouni         | 14.09.2024 | Lubin           | Debiut w KSW. Limit umowny -80 kg. Damiani przekroczył limit umowny.                                     |
| Wygrana   | 21-9   | Leonardo Damiani (11-6-1)       | Decyzja (niejednogłośna)                                      | 3     | 5:00 | Hybrid MMA 3: Skibiński vs. Damiani       | 01.03.2024 | Piła            | Main Event                                                                                               |
| Wygrana   | 20-9   | Alisson Marreira (7-5-1)        | TKO (kontuzja kolana)                                         | 1     | 1:03 | Hybrid MMA 2: Skibiński vs. Marreira      | 15.12.2023 | Leszno          | Limit umowny -81 kg. Main Event                                                                          |
| Przegrana | 19-9   | Madars Fleminas (11-4)          | KO (prawy podbródkowy, sierpowy i ciosy pięściami w parterze) | 2     | 0:44 | Cage Warriors 157                         | 21.07.2023 | Londyn          | |
| Wygrana   | 19-8   | Omiel Brown (5-1)               | Decyzja (jednogłośna)                                         | 3     | 5:00 | Cage Warriors 150                         | 17.03.2023 | Londyn          | |
| Przegrana | 18-8   | Jim Wallhead (31-11)            | TKO (prawy prosty i ciosy)                                    | 1     | 1:15 | Cage Warriors 141                         | 22.07.2022 | Londyn          | |
| Przegrana | 18-7   | Justin Burlinson (6-1)          | Poddanie (duszenie gilotynowe)                                | 2     | 4:54 | Cage Warriors 135                         | 01.04.2022 | Manchester      | Debiut w Cage Warriors. Main Event                                                                       |
| Przegrana | 18-6   | Tahir Abdullaev (11-1)          | TKO (ciosy pięściami)                                         | 1     | 0:45 | UAE Warriors 24                           | 29.10.2021 | Abu Zabi        | |
| Wygrana   | 18-5   | Acoidan Duque (16-2)            | TKO (latające kolano i ciosy pięściami)                       | 3     | 0:48 | UAE Warriors 20                           | 19.06.2021 | Abu Zabi        | |
| Wygrana   | 17-5   | John Michael Sheil (8-2)        | TKO (ciosy w parterze)                                        | 1     | 2:11 | EFM Show 1: Różański vs. Pasternak        | 09.04.2021 | Łódź            | Co-Main Event                                                                                            |
| Wygrana   | 16-5   | Kirill Medvedovski (12-7)       | TKO (kopnięcie na korpus i ciosy w parterze)                  | 1     | 3:02 | Babilon MMA 15: Skibiński vs. Medvedovski | 28.08.2020 | Rawa Mazowiecka | Obronił pas mistrzowski Babilon MMA w wadze półśredniej. Main Event                                      |
| Wygrana   | 15-5   | Lom-Ali Nalgiew (18-7)          | Decyzja (jednogłośna)                                         | 5     | 5:00 | Babilon MMA 11: Skibiński vs. Nalgiev     | 13.12.2019 | Radom           | Obronił pas mistrzowski Babilon MMA w wadze półśredniej. Main Event                                      |
| Wygrana   | 14-5   | Adriano Rodrigues (13-3)        | TKO (kolana na korpus i ciosy pięściami)                      | 2     | 2:26 | Babilon MMA 8: Babilon Fight Night 1      | 31.05.2019 | Pruszków        | Walka nie toczyła się o pas mistrzowski, ze względu na zmianę rywala. Limit umowny -79 kg. Co-Main Event |
| Wygrana   | 13-5   | Paweł Pawlak (14-3)             | Decyzja (jednogłośna)                                         | 5     | 5:00 | Babilon MMA 6: Pawlak vs. Skibiński       | 15.12.2018 | Raszyn          | Zdobył pas mistrzowski Babilon MMA w wadze półśredniej. Main Event                                       |
| Wygrana   | 12-5   | Gianni Melillo (12-2)           | TKO (ciosy pięściami)                                         | 1     | 0:20 | Babilon MMA 5: Skibiński vs. Melillo      | 18.08.2018 | Międzyzdroje    | Bonus za nokaut wieczoru. Main Event                                                                     |
| Wygrana   | 11-5   | Davy Gallon (16-6-2)            | Decyzja (jednogłośna)                                         | 3     | 5:00 | Babilon MMA 3: Kołecki vs. Borowski       | 16.03.2018 | Radom           | Bonus za walkę wieczoru                                                                                  |
| Wygrana   | 10-5   | Islam Sayed (4-2)               | Poddanie (duszenie zza pleców)                                | 1     | 3:58 | VIP Fight Night 1 – Dubaj                 | 03.11.2017 | Dubaj           | |
| Wygrana   | 9-5    | Łukasz Szczerek (4-3)           | Poddanie (duszenie barkiem z pozycji bocznej)                 | 2     | 1:39 | Babilon MMA 1: Seaside Fight              | 18.08.2017 | Międzyzdroje    | Debiut w Babilon MMA                                                                                     |
| Wygrana   | 8-5    | Igor Michaliszyn (4-0)          | Decyzja (jednogłośna)                                         | 3     | 5:00 | Victory Fighting Championship League 4    | 28.04.2017 | Racibórz        | Co-Main Event                                                                                            |
| Wygrana   | 7-5    | Witalij Slipenko (5-0)          | Decyzja (jednogłośna)                                         | 3     | 5:00 | Spartan Fight 6 – Piechota vs. Sokolis    | 17.12.2016 | Płock           | |
| Przegrana | 6-5    | Nenad Avramović (5-4)           | Decyzja (jednogłośna)                                         | 3     | 5:00 | IFO Europe 2 – Germany vs. Poland         | 24.09.2016 | Frankfurt       | Walka w wadze średniej.                                                                                  |
| Przegrana | 6-4    | Ismaił Naurdijew (10-1)         | KO (kolano)                                                   | 1     | 0:40 | WFC 20 – Exclusive Fight Night            | 27.08.2016 | Bad Vöslau      | |
| Wygrana   | 6-3    | Rafał Lewoń (11-4)              | Decyzja (jednogłośna)                                         | 3     | 5:00 | Runda 5: Lewoń vs. Skibiński              | 05.12.2015 | Białogard       | Main Event                                                                                               |
| Wygrana   | 5-3    | Maciej Kałuszewski (1-0)        | Decyzja (jednogłośna)                                         | 3     | 5:00 | Arena Berserkerów 8: Exped Cup            | 10.10.2015 | Szczecin        | |
| Wygrana   | 4-3    | Ireneusz Ziółkowski (4-4-1)     | Decyzja (jednogłośna)                                         | 3     | 5:00 | Arena Berserkerów 7: Exped Cup            | 14.03.2015 | Szczecin        | |
| Przegrana | 3-3    | Tomasz Romanowski (4-3)         | Decyzja (niejednogłośna)                                      | 3     | 5:00 | XCage 6 / PLMMA 38 – Toruń                | 05.09.2014 | Toruń           | |
| Wygrana   | 3-2    | Kamil Krzemiński (3-0)          | KO (cios pięścią)                                             | 1     | 2:47 | XFS – Night of Champions 6                | 19.04.2014 | Poznań          | |
| Przegrana | 2-2    | Kamil Szymuszowski (8-4)        | Decyzja (jednogłośna)                                         | 3     | 5:00 | PLMMA 28 – Beżuń                          | 15.02.2014 | Bieżuń          | |
| Wygrana   | 2-1    | Mariusz Radziszewski (10-11-2)  | Decyzja (jednogłośna)                                         | 3     | 5:00 | PLMMA 24 Extra – Legionowo                | 15.11.2013 | Legionowo       | |
| Wygrana   | 1-1    | Michał Michalski (0-0)          | Decyzja (niejednogłośna)                                      | 3     | 5:00 | GMC 4 – Next Level                        | 06.07.2013 | Herne           | Zwyciężył program MMAster.                                                                               |
| Przegrana | 0-1    | Kamil Szymański (1-0)           | Poddanie (duszenie zza pleców)                                | 1     | ?    | SWG – Charity Fight Night                 | 23.03.2013 | Gostyń          | |